# 欧布埃
欧布埃（法語：Auboué，法語發音：[obwe]），法国东北部城市，大东部大区默尔特-摩泽尔省的一个市镇，隶属于布里埃区，其市镇面积为4.5平方公里，2022年1月1日时人口数量为2,641人，在法国城市中排名第4,325位。
欧布埃位于默尔特-摩泽尔省中北部，奥恩河中，工业革命时期为重要的钢铁工业区，二战后出现萎缩，2017年起成为奥恩洛林汇流市镇公共社区的办公驻地。

## 历史
欧布埃历史上长期为一普通村庄，中世纪时为梅斯修道院的一处领地，法国大革命后为摩泽尔省的一个市镇，普法战争后划至默尔特-摩泽尔省。工业革命期间，欧布埃所处的奥恩河谷因煤铁资源而成为重要的钢铁工业基地，聚集了大量劳动力，人口数量迅速上升。二战后，当地工业逐渐萎缩，人口数量逐年下降。2017年，欧布埃成为奥恩洛林汇流市镇公共社区的办公驻地。

## 地理
欧布埃位于法国东北部，大东部大区中北部和默尔特-摩泽尔省中北部，距离省会南锡大约83公里。与欧布埃接壤的市镇包括：圣玛丽欧谢讷、奥梅库尔、穆瓦讷维尔、穆捷、瓦勒鲁瓦。

### 地形
欧布埃位于洛林高原西部，境内以丘陵为主，市区地势整体平坦，全境海拔在177到266米之间。

### 水文
奥恩河自西向东流经境内，该河是摩泽尔河的支流。

### 植被
欧布埃属于温带落叶林区，市区内的林地主要分布于奥恩河两岸。

### 气候
欧布埃在柯本气候分类法中属于温带海洋性气候，因距离海岸线相对较远，故偶尔受到大陆气团的控制。

## 行政区划
欧布埃是法国大东部大区默尔特-摩泽尔省的一个市镇，编号为54028，隶属于布里埃区和雅尔尼县，同时也是奥恩洛林汇流市镇公共社区的办公驻地。
法国国家统计与经济研究所（简称）在进行数据统计时，将欧布埃划入热夫城市核心区和梅斯城市区，并将欧布埃整体看作一个“块区”（IRIS）。

## 交通

### 公路
多条默尔特-摩泽尔省省道在欧布埃境内交汇，大东部大区下属的城际客运提供巴士线路，可前往周边部分市镇。2017年，68.3%的欧布埃家庭拥有至少一辆的私人汽车。2016年，欧布埃境内共发生各类交通事故3起，造成4人受伤。

### 铁路
欧布埃位于圣伊莱尔欧唐普勒－阿贡当日铁路上。欧布埃站位于欧布埃市区，停靠往返于梅斯和凡尔登一线的区域列车。

### 航空
距离欧布埃最近的民用航空站为洛林机场，距离欧布埃市中心的公路里程约52公里。

### 城市公共交通
布里埃地区城市公共交通（Transport en commun du Pays de Briey，商业名称为）是当地的城市公共交通系统，其下属的“FIL2”线连接欧布埃市区和热夫。。

## 政治
欧布埃的现任市长为法布里斯·布罗吉先生（Fabrice Brogi），他是一名右翼无党派人士，在2020年的市政选举中获得了53.14%的支持率。
在2017年的法国总统大选中，法国第25任总统埃马纽埃尔·马克龙在欧布埃获得了56.34%的支持率。

## 人口
2017年，欧布埃市镇人口数量为2,514，在法国排名第4,325位。其中男性1,186人，女性1,328人，75岁及以上人口占13.6%，外籍人口数量为498人，人口密度为554人/平方公里，当地居民被称为（男性）或（女性）。2018年，欧布埃境内出生29人，死亡人口33人。
| 年份   | 1936  | 1946  | 1954  | 1962  | 1968  | 1975  | 1982  | 1990  | 1999  | 2005  | 2010  | 2015  | 2017  |
| ------ | ----- | ----- | ----- | ----- | ----- | ----- | ----- | ----- | ----- | ----- | ----- | ----- | ----- |
| 人口數 | 4,369 | 4,116 | 4,659 | 4,984 | 4,934 | 4,223 | 3,604 | 3,192 | 2,807 | 2,702 | 2,589 | 2,509 | 2,514 |

## 财政收入
2018年，欧布埃的财政收入总额为2,443,610欧元，财政支出总额为2,284,630欧元，当年的债务总额为2,561,630欧元。
2014年，欧布埃的人均收入总额为2,693欧元，其中高职人员为3,606欧元，普通职员为1,736欧元。
2017年，欧布埃境内的青壮年（15至64岁）失业率为18.9%，当地28.8%的家庭拥有纳税资格。

## 社会事务

### 教育
欧布埃属于南锡-梅斯学区。截止2019年1月1日，欧布埃境内共有1所幼儿园和1所小学。

### 医疗
截止2019年1月1日，欧布埃境内共有全科医生2名、保健师2名、牙医2名和护士4名。境内共有药房2家和养老院1家。
距离欧布埃最近的中心医院“布里埃马约中心医院”（Hôpital Maillot），距离欧布埃市区大约9公里，设有床位250个。

### 住房
2017年，欧布埃境内共有各类住房1,380套，其中85%为常住房屋。境内无集中式居民楼。

### 商业
2018年，欧布埃境内共有各类商铺102家，其中餐饮服务类46家。

### 体育
2019年，欧布埃境内共有2间健身房、2处网球场、2处足球或橄榄球场以及2处篮球或排球场。
欧布埃历史上因篮球而闻名，欧布埃市政体育俱乐部成立于1934年，曾获得1956年法国篮球杯冠军，后因财政原因而于1967年解散。
奥恩河谷足球俱乐部（Val d'Orne Football Club）是当地的一支足球队，2020至2021赛季参加大东部大区足球联赛。

### 环境
欧布埃的环境事务由其所属的公共社区负责。2018年，欧布埃境内共有1家污染企业。

### 治安
2014年，欧布埃及附近地区共发生各类案件919起，其中盗窃类案件497起，经济类案件68起，毒品交易类案件138起。

### 建筑
欧布埃境内有多处法国国家文物保护单位，其中欧布埃圣巴斯蒂德教堂（Église paroissiale Saint-Jean-Baptiste）是当地的代表性建筑物。

### 旅游
欧布埃的旅游事务由其所属的公共社区负责，2020年，欧布埃境内暂无任何游客接待设施。

### 媒体
法国主要的媒体均可在欧布埃接收，法国电视三台下属的大东部大区频道在部分时段播出欧布埃所属区域的地方新闻。

## 相关人物
法国前篮球运动员路易·德沃蒂出生于欧布埃。